# Droga wojewódzka 642
Die Droga wojewódzka 642 (DW 642) ist eine Woiwodschaftsstraße in Polen. Auf einer Länge von 20 Kilometern verläuft sie in Nord-Süd-Richtung innerhalb der Woiwodschaft Ermland-Masuren und verbindet den Powiat Giżycki (Kreis Lötzen) mit dem Powiat Mrągowski (Kreis Sensburg) bzw. deren Gemeinden Ryn (Rhein) und Mikolajki (Nikolaiken). Außerdem erweist sie sich als Bindeglied zwischen der Woiwodschaftsstraße 592 und den Landesstraßen DK 16 und DK 59.

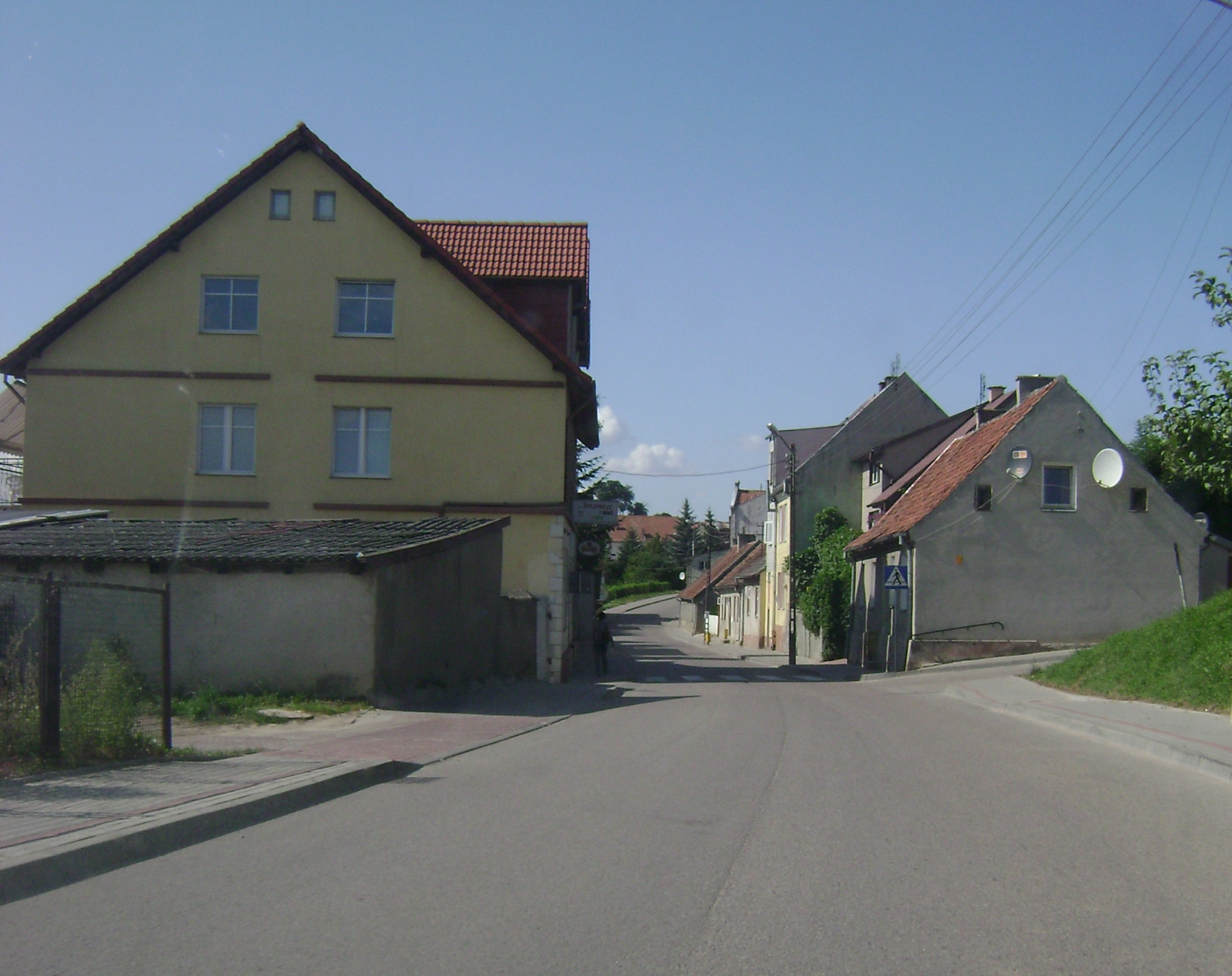
Die DW 642 in der Ortsdurchfahrt Ryn

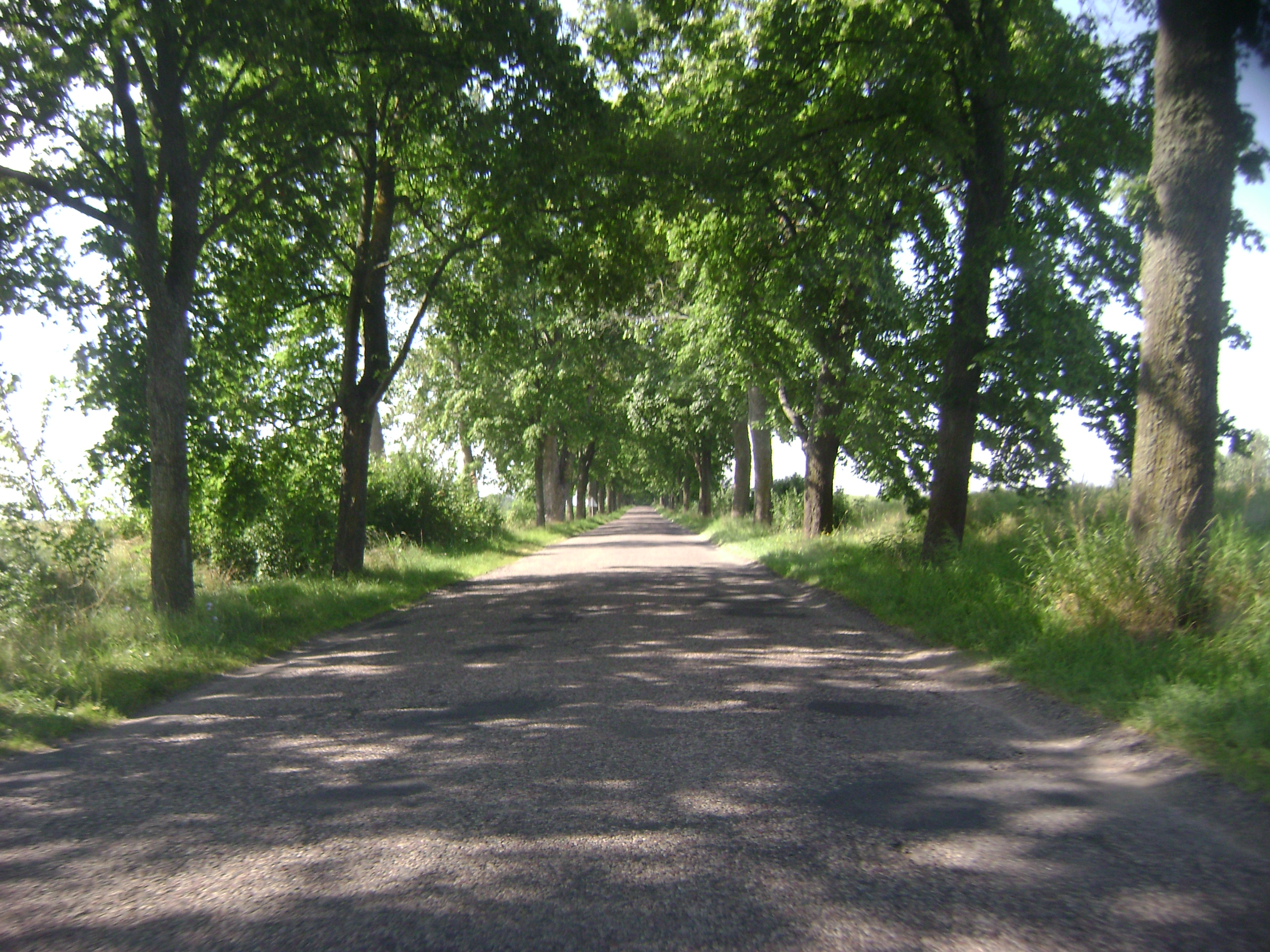
Die DW 642 bei Woźnice

## Straßenverlauf
Woiwodschaft Ermland-Masuren:
Powiat Giżycki (Kreis Lötzen):
- Sterławki Wielkie (Groß Stürlack) (→ : Barciany (Bartenstein) – Kętrzyn (Rastenburg) ↔ Giżycko (Lötzen))
- Głąbowo (Glombowen, 1938 bis 1945 Leithof)
- Mleczkowo (Reichenhof)
- Ryn (Rhein) (→ : Giżycko (Lötzen) ↔ Mrągowo (Sensburg) – Rozogi (Friedrichshof))
- Ryński Dwór (Rheinshof)
- Ryńskie Pole (Rheinsfelde)
- Siejkowo (Justusberg)
- Zielony Lasek (Grünwalde)

Powiat Mrągowski (Kreis Sensburg):
- Lelek (Julienthal)
- Pszczółki (Karlshorst) (→ : Grudziądz (Graudenz) – Olsztyn (Allenstein) – Mikolajki (Nikolaiken) ↔ Orzysz (Arys) – Ełk (Lyck) – Augustów)